# Смит, Майк (тренер)
Майк Смит (англ. Michael John Smith; 1 января 1938, Хендон, Большой Лондон — 22 июля 2021) — английский футбольный тренер.
Играл на любительском уровне за «Коринтиан-Кэжуалз» из Толуорта. Обучался в Университете Лафборо, где получил профессию учителя. В течение девяти лет работал в Суссексе, был тренером команд английских гимназий. Затем был назначен директором Футбольной ассоциации Уэльса, отвечал за управление валлийскими любительскими и молодежными командами.
В 1974 году назначен главным тренером сборной Уэльса, сменив Дэйва Боуэна. Под его руководством в отборочном турнире чемпионата Европы 1976 года команда победила в своей группе, опередив венгров и австрийцев, но в четвертьфинале проиграла Югославии, на чемпионат мира 1978 года пробиться не смогла. В 1979 году Смита сменил Майк Ингленд.
После ухода из сбороной Египта возглавил команду третьего английского дивизиона «Халл Сити».
С 1985 по 1988 год тренировал сборную Египта, которую привёл к победе на Кубке Африканских наций в 1986 году.
В дальнейшем вернулся в Великобританию и был назначен консультантом по развитию футбола в системе молодёжных команд в Холихеде. Затем тренировал молодёжную сборную Уэльса, а в 1994 году вернулся в первую команду, сначала помощником совмещавшего должности главного тренера сборной и клуба «Реал Сосьедад» Джона Тошака, а вскоре сменил его во главе национальной команды, проработав период с апреля 1994 по сентябрь 1995 года. Последним матчем под его руководством стала домашняя игра против Грузии (0:1) в июне 1995 года в рамках отборочного турнира Евро-96.
22 июля 2021 года стало известно о его смерти в возрасте 83 лет.